# Tanacetum microphyllum
Tanacetum microphyllum es una especie de planta fanerógama, perteneciente a la familia Asteraceae. Es un endemismo de la península ibérica.

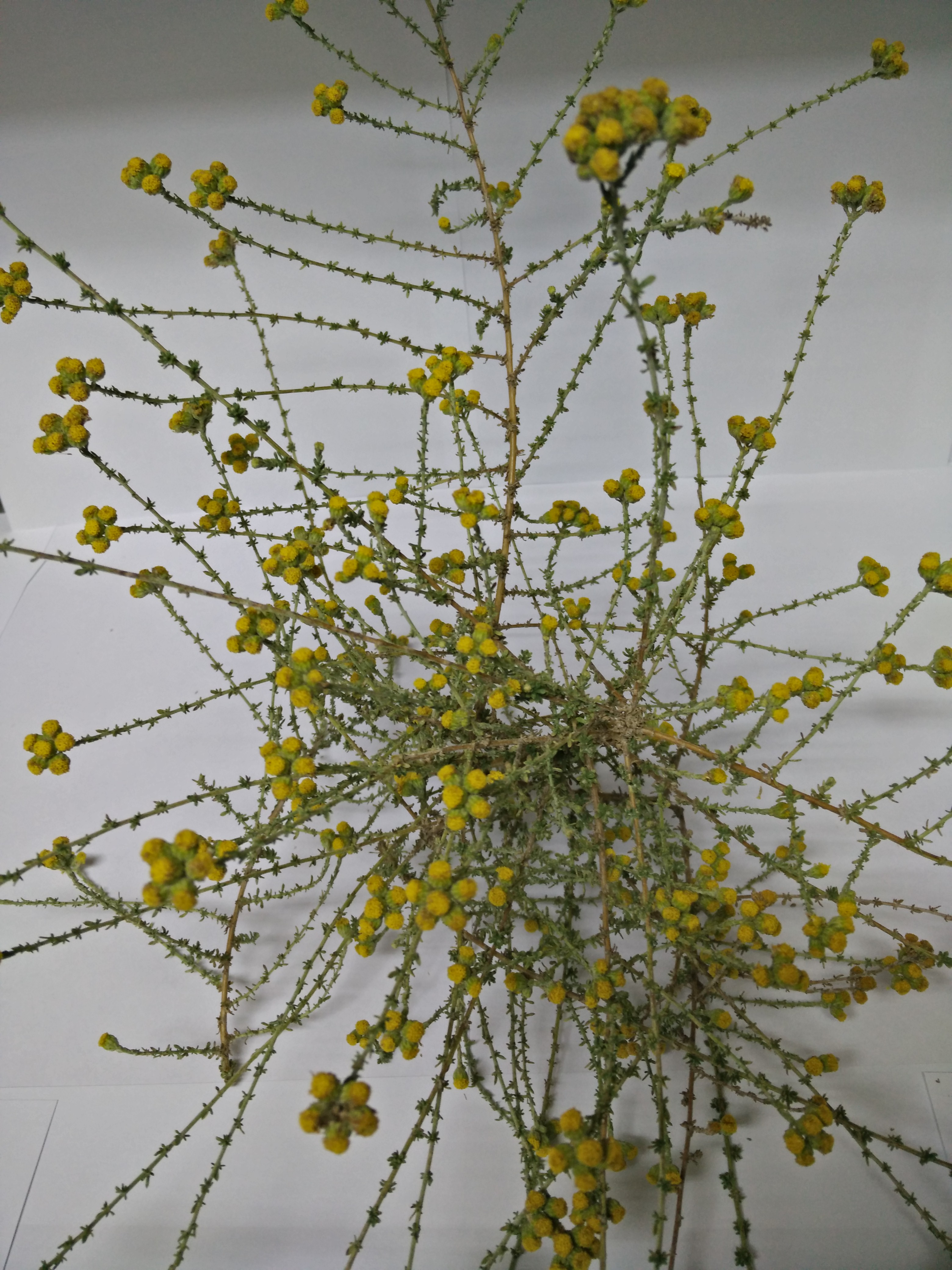

## Descripción
Son plantas anuales, generalmente blanco-araenoideas o cano-aracnoideas. Tiene tallos de hasta 50 cm de altura, con las hojas generalmente en grupos axilares; las inferiores pinnatisectas, rara vez bipinnatisectas; las superiores de menos de 6 mm, de linear-elípticas a ovado-elípticas, generalmente enteras. Los capítulos formando glomérulos compactos terminales de hasta 10 capítulos. Involucro de 5 mm de anchura. Brácteas ovado-elípticas, con ápice escarioso, subagudo y blanquecino. Los frutos son aquenios de 1,8-2 mm, con 10 costillas. Tiene un número de cromosomas de 2n = 18. Florece y fructifica de (septiembre) octubre a noviembre.

## Distribución y hábitat
Se encuentra en pastizales sobre suelos generalmente ácidos o neutros. Es una especie rara que se encuentra en Los Pedroches. Sierra Norte en la Península ibérica.

## Propiedades
La planta se ha utilizado durante siglos en la medicina tradicional en España como un antiinflamatorio y antirreumático. Los compuestos aislados de extractos de la planta incluyen santin, ermanin, centaureidin y hidroxyachillin.

## Taxonomía
Tanacetum microphyllum fue descrita por Augustin Pyramus de Candolle y publicado en Prodromus Systematis Naturalis Regni Vegetabilis 6: 131. 1838.
Sinonimia
Vogtia microphylla (DC.) Oberpr. & Sonboli,  2012.